# Tillandsia roseiflora
Tillandsia roseiflora là một loài thuộc chi Tillandsia. Đây là loài đặc hữu của Brasil.